# Espacio vectorial topológico
Un espacio vectorial topológico es un espacio de puntos que aúna la estructura típica de un espacio vectorial convencional y de un espacio topológico, es decir, es un espacio vectorial sobre el que se ha definido una estructura topológica.
Probablemente los ejemplos más sencillos son el plano euclídeo y el espacio euclídeo, en los que la topología se define mediante la distancia euclídea. El conjunto de bolas abiertas consistentes en el conjunto de puntos que equidistan de uno dado menos de una cierta distancia son una colección de conjuntos que permite construir la base de la topología. Además de este ejemplo, los espacios normados como los espacios de Hilbert o los espacios de Sobolev son otros ejemplos de espacios topológicos más complicados (estos últimos suelen tener dimensión infinita y se usan en análisis funcional).

## Definición

Una familia de entornos del origen con las dos propiedades anteriores determina de forma única un espacio vectorial topológico. El sistema de entornos de cualquier otro punto en el espacio vectorial se obtiene mediante traslación

Un espacio vectorial topológico es un espacio vectorial {\displaystyle (E,+,\cdot )} sobre un cuerpo {\displaystyle k}, dotado de una topología {\displaystyle \tau } donde los puntos son cerrados y de tal manera que las aplicaciones:
{\displaystyle {\begin{array}{rcccl}+&:&E\times E&\longrightarrow &E\\&&(a,b)&\longmapsto &c=+(a,b)=a+b\end{array}}}
y
{\displaystyle {\begin{array}{rcccl}\cdot &:&K\times E&\longrightarrow &E\\&&(\alpha ,a)&\longmapsto &d=\cdot (\alpha ,a)=\alpha \cdot a\end{array}}}
son continuas (usando en los productos cartesianos las respectivas topologías producto) respecto a la topología {\displaystyle \tau }.

## Visión general
En matemáticas, un espacio vectorial topológico (también llamado espacio topológico lineal y comúnmente abreviado como EVT o e.v.t.) es uno de los elementos básicos de las estructuras investigadas en análisis funcional.
Un espacio vectorial topológico es un tipo de espacio vectorial que también es un espacio topológico, con la propiedad de que las operaciones en el espacio vectorial (suma de vectores y multiplicación escalar) también son funciones continuas. Tal topología se llama topología vectorial y cada espacio vectorial topológico tiene un estructura topológica uniforme, lo que permite establecer las nociones de convergencia uniforme y de completitud. Algunos autores también requieren que el espacio en cuestión sea un espacio de Hausdorff (aunque este artículo no lo hace). Una de las categorías de EVT más estudiadas son los espacios localmente convexos. Este artículo se centra en los EVT que no son necesariamente localmente convexos. El espacio de Banach, el espacio de Hilbert y el espacio de Sóbolev son otros ejemplos bien conocidos de EVT.
Muchos espacios vectoriales topológicos son espacios de funciones, o de operadores lineales que actúan sobre espacios vectoriales topológicos, y la topología a menudo se define para capturar una noción particular de convergencia de secuencias de funciones.
En este artículo, se supondrá que el cuerpo escalar de un espacio vectorial topológico es el de los números complejos {\displaystyle \mathbb {C} } o el de los números reales {\displaystyle \mathbb {R} ,} a menos que se indique claramente lo contrario.

## Motivación

### Espacios normados
Cada espacio vectorial normado tiene una estructura topológica natural: la norma induce una métrica y la métrica induce una topología.
Se trata de un espacio vectorial topológico porque:
1. La aplicación suma de vectores {\displaystyle \cdot \,+\,\cdot \;:X\times X\to X} definida por {\displaystyle (x,y)\mapsto x+y} es (conjuntamente) continua con respecto a esta topología. Esto se desprende directamente de la desigualdad triangular cumplida por la norma.
2. La aplicación multiplicación escalar {\displaystyle \cdot :\mathbb {K} \times X\to X} definida por {\displaystyle (s,x)\mapsto s\cdot x,} donde {\displaystyle \mathbb {K} } el cuerpo escalar subyacente de {\displaystyle X,} es (conjuntamente) continuo. Esto se desprende de la desigualdad triangular y de la homogeneidad de la norma.

Por lo tanto, todos los espacios de Banach y de  Hilbert son ejemplos de espacios vectoriales topológicos.

### Espacios no normados
Existen espacios vectoriales topológicos cuya topología no está inducida por una norma, pero que aún son de interés en análisis. Ejemplos de este tipo son los espacios de funciones holomorfas en un dominio abierto, los espacios de funciones infinitamente diferenciables, los espacios de Schwartz y los espacios de funciones de prueba, así como los espacios de distribuciones en ellos. Todos ellos son ejemplos de espacios de Montel. Un espacio de Montel de dimensión infinita nunca es normal. La existencia de una norma para un espacio vectorial topológico dado se caracteriza por el criterio de normabilidad de Kolmogórov.
Un cuerpo es un espacio vectorial topológico sobre cada uno de sus subcuerpos.

## Definición
Un espacio vectorial topológico (EVT) {\displaystyle X} es un espacio vectorial sobre un cuerpo {\displaystyle \mathbb {K} } (por lo general, los números reales o los números complejos con sus topologías estándar) que está dotado de una topología tal que la suma de vectores {\displaystyle \cdot \,+\,\cdot \;:X\times X\to X} y la multiplicación escalar {\displaystyle \cdot :\mathbb {K} \times X\to X} son funciones continuas (donde los dominios de estas funciones están dotados de topologías producto). Esta topología se denomina topología vectorial o topología de un EVT en {\displaystyle X.}
Todo espacio vectorial topológico es también un grupo topológico conmutativo bajo la suma.
Suposición de Hausdorff
Muchos autores (por ejemplo, Walter Rudin), pero no en este artículo, requieren que la topología de {\displaystyle X} sea T1. Entonces, se deduce que el espacio es de Hausdorff, e incluso de Tíjonov. Se dice que un espacio vectorial topológico es separado si es de Hausdorff. Es importante destacar que separado no significa separable. Las estructuras algebraicas topológica y lineal se pueden vincular aún más estrechamente con supuestos adicionales, los más comunes de los cuales se enumeran más adelante.
Categoría y morfismos
La categoría de los espacios vectoriales topológicos sobre un cuerpo topológico dado {\displaystyle \mathbb {K} } se denota comúnmente como {\displaystyle \mathrm {EVT} _{\mathbb {K} }} o {\displaystyle \mathrm {TVect} _{\mathbb {K} }.} Los objetos son los espacios vectoriales topológicos sobre {\displaystyle \mathbb {K} } y los morfismos son los operadores lineales continuos {\displaystyle \mathbb {K} } de un objeto a otro.
Un homomorfismo de un espacio vectorial topológico (abreviado, homomorfismo de un EVT), también llamado homomorfismo topológico, es una aplicación lineal continua {\displaystyle u:X\to Y} entre espacios vectoriales topológicos (EVT) de modo que la aplicación inducida {\displaystyle u:X\to \operatorname {Im} u} es una función abierta cuando {\displaystyle \operatorname {Im} u:=u(X),} que es el rango o imagen de {\displaystyle u,} recibe la topología del subespacio inducida por {\displaystyle Y.}
Un embebido de un espacio vectorial topológico (abreviado como embebido de un EVT), también llamado monomorfismo topológico, es un homomorfismo topológico injectivo. De manera equivalente, un embebido de un EVT es una aplicación lineal que también es un embebido.
Un isomorfismo de un espacio vectorial topológico (abreviado isomorfismo de un EVT), también llamado isomorfismo vectorial topológico o isomorfismo en la categoría de EVTs, es un homeomorfismo biyectivo lineal. De manera equivalente, es un EVT sobreyectivo embebido.
Muchas propiedades de los EVTs que se estudian, como la convexidad local, la metrizabilidad, la completitud y la normabilidad, son invariantes bajo los isomorfismos de un EVT.
Condición necesaria para una topología vectorial
Una colección {\displaystyle {\mathcal {N}}} de subconjuntos de un espacio vectorial se llama aditiva si para cada {\displaystyle N\in {\mathcal {N}},} existe algún {\displaystyle U\in {\mathcal {N}}} tal que {\displaystyle U+U\subseteq N.}
| Caracterización de la continuidad de la adición en {\displaystyle 0} Si {\displaystyle (X,+)} es un grupo (como lo son todos los espacios vectoriales), {\displaystyle \tau } es una topología en {\displaystyle X,} y {\displaystyle X\times X} está dotado de una topología producto, entonces la aplicación suma {\displaystyle X\times X\to X} (definida por {\displaystyle (x,y)\mapsto x+y}) es continua en el origen de {\displaystyle X\times X} si y solo si el conjunto de entornos del origen en {\displaystyle (X,\tau )} es aditivo. Esta afirmación sigue siendo cierta si la palabra "entorno" se reemplaza por "entorno abierto". |

En consecuencia, todas las condiciones anteriores son necesarias para que una topología forme una topología vectorial.

### Definición de topologías utilizando entornos del origen
Dado que cada topología vectorial es invariante respecto a la traslación (lo que significa que para todo {\displaystyle x_{0}\in X,} la aplicación {\displaystyle X\to X} definida por {\displaystyle x\mapsto x_{0}+x} es un homeomorfismo), para definir una topología vectorial es suficiente definir una base de entornos (o subbase) para ella en el origen.
| Teorema Supóngase que {\displaystyle X} es un espacio vectorial real o complejo. Si {\displaystyle {\mathcal {B}}} es una colección aditiva no vacía de elementos equilibrados y subconjuntos absorbentes de {\displaystyle X}, entonces {\displaystyle {\mathcal {B}}} es una base de entornos en {\displaystyle 0} para una topología vectorial en {\displaystyle X.} Es decir, se supone que {\displaystyle {\mathcal {B}}} es una base de filtros que satisface las siguientes condiciones: 1. Cada {\displaystyle B\in {\mathcal {B}}} es equilibrado y absorbente 2. {\displaystyle {\mathcal {B}}} es aditivo: por cada {\displaystyle B\in {\mathcal {B}}} existe un {\displaystyle U\in {\mathcal {B}}} tal que {\displaystyle U+U\subseteq B} Si {\displaystyle {\mathcal {B}}} satisface las dos condiciones anteriores pero no es una base de filtros, entonces formará una base de subentornos en {\displaystyle 0} (en lugar de una base de entornos) para una topología vectorial en {\displaystyle X.} |

En general, el conjunto de todos los subconjuntos equilibrados y absorbentes de un espacio vectorial no satisface las condiciones de este teorema y no forma una base de entorno en el origen de ninguna topología vectorial.

### Definición de topologías usando cadenas
Sea {\displaystyle X} un espacio vectorial y {\displaystyle U_{\bullet }=\left(U_{i}\right)_{i=1}^{\infty }} sea una secuencia de subconjuntos de {\displaystyle X.} Cada conjunto de la secuencia {\displaystyle U_{\bullet }} se denomina nudo de {\displaystyle U_{\bullet }} y para cada índice {\displaystyle i,} {\displaystyle U_{i}} se denomina {\displaystyle i}-ésimo nudo de {\displaystyle U_{\bullet }.} El conjunto {\displaystyle U_{1}} se llama principio de {\displaystyle U_{\bullet }.} La secuencia {\displaystyle U_{\bullet }} es un:
- Sumatorio si {\displaystyle U_{i+1}+U_{i+1}\subseteq U_{i}} para cada índice {\displaystyle i.}
- Equilibrado (respectivamente, absorbente, cerrado,[nota 1] convexo, abierto, simétrico, barrilado, absolutamente convexo/discado, etc.) si esto es cierto para cada {\displaystyle U_{i}.}
- Cadena si {\displaystyle U_{\bullet }} es sumativo, absorbente y equilibrado.
- Cadena topológica o una cadena de entornos en un EVT {\displaystyle X} si {\displaystyle U_{\bullet }} es una cadena y cada uno de sus nudos es un entorno del origen en {\displaystyle X.}

Si {\displaystyle U} es un disco absorbente en un espacio vectorial {\displaystyle X}, entonces la secuencia definida por {\displaystyle U_{i}:=2^{1-i}U} forma una cadena que comienza con {\displaystyle U_{1}=U.} Esto se denomina cadena natural de {\displaystyle U}. Además, si un espacio vectorial {\displaystyle X} tiene dimensión numerable, entonces cada cadena contiene una cadena absolutamente convexa.
Las secuencias sumativas de conjuntos tienen la propiedad particularmente conveniente de que definen funciones subaditivas continuas y no negativas de valor real. En consecuencia, estas funciones se pueden utilizar para demostrar muchas de las propiedades básicas de los espacios vectoriales topológicos.
| Teorema ({\displaystyle \mathbb {R} }-función valorada inducida por una cadena) Sea {\displaystyle U_{\bullet }=\left(U_{i}\right)_{i=0}^{\infty }} una colección de subconjuntos de un espacio vectorial tal que {\displaystyle 0\in U_{i}} y {\displaystyle U_{i+1}+U_{i+1}\subseteq U_{i}} para todo {\displaystyle i\geq 0.} Además, para todo {\displaystyle u\in U_{0},} sea {\displaystyle \mathbb {S} (u):=\left\{n_{\bullet }=\left(n_{1},\ldots ,n_{k}\right)~:~k\geq 1,n_{i}\geq 0{\text{ para todo }}i,{\text{ y }}u\in U_{n_{1}}+\cdots +U_{n_{k}}\right\}.} Defínase {\displaystyle f:X\to [0,1]} por {\displaystyle f(x)=1} si es {\displaystyle x\not \in U_{0}} y en caso contrario, sea {\displaystyle f(x):=\inf _{}\left\{2^{-n_{1}}+\cdots 2^{-n_{k}}~:~n_{\bullet }=\left(n_{1},\ldots ,n_{k}\right)\in \mathbb {S} (x)\right\}.} Entonces, {\displaystyle f} es subaditiva (es decir, {\displaystyle f(x+y)\leq f(x)+f(y)} para todos los {\displaystyle x,y\in X}) y {\displaystyle f=0} en {\textstyle \bigcap _{i\geq 0}U_{i};}, por lo que en particular, {\displaystyle f(0)=0.} Si todos los {\displaystyle U_{i}} son conjuntos simétricos, entonces {\displaystyle f(-x)=f(x)} y si todos los {\displaystyle U_{i}} están equilibrados, entonces {\displaystyle f(sx)\leq f(x)} para todos los escalares {\displaystyle s} de modo que {\displaystyle \|s\|\leq 1} y todos los {\displaystyle x\in X.} Si {\displaystyle X} es un espacio vectorial topológico y si todos los {\displaystyle U_{i}} son entornos del origen, entonces {\displaystyle f} es continua, donde si además {\displaystyle X} es de Hausdorff y {\displaystyle U_{\bullet }} forma una base de entornos del origen equilibrados en {\displaystyle X}, entonces {\displaystyle d(x,y):=f(x-y)} es una métrica que define la topología vectorial en {\displaystyle X.} |

En el artículo sobre espacios vectoriales topológicos metrizables se ofrece una prueba del teorema anterior.
Si {\displaystyle U_{\bullet }=\left(U_{i}\right)_{i\in \mathbb {N} }} y {\displaystyle V_{\bullet }=\left(V_{i}\right)_{i\in \mathbb {N} }} son dos colecciones de subconjuntos de un espacio vectorial {\displaystyle X}, y si {\displaystyle s} es un escalar, entonces por definición:
- {\displaystyle V_{\bullet }} contiene {\displaystyle U_{\bullet }}: {\displaystyle \ U_{\bullet }\subseteq V_{\bullet }} si y solo si {\displaystyle U_{i}\subseteq V_{i}} para cada índice {\displaystyle i.}
- Conjunto de nudos: {\displaystyle \ \operatorname {Knots} U_{\bullet }:=\left\{U_{i}:i\in \mathbb {N} \right\}.}
- Núcleo: {\textstyle \ \ker U_{\bullet }:=\bigcap _{i\in \mathbb {N} }U_{i}.}
- Múltiplo escalar: {\displaystyle \ sU_{\bullet }:=\left(sU_{i}\right)_{i\in \mathbb {N} }.}
- Suma: {\displaystyle \ U_{\bullet }+V_{\bullet }:=\left(U_{i}+V_{i}\right)_{i\in \mathbb {N} }.}
- Intersección': {\displaystyle \ U_{\bullet }\cap V_{\bullet }:=\left(U_{i}\cap V_{i}\right)_{i\in \mathbb {N} }.}

Si {\displaystyle \mathbb {S} } es una colección de secuencias de subconjuntos de {\displaystyle X,} entonces se dice que {\displaystyle \mathbb {S} } está dirigido (hacia abajo) bajo inclusión o simplemente dirigido hacia abajo si {\displaystyle \mathbb {S} } no está vacío y para todo {\displaystyle U_{\bullet },V_{\bullet }\in \mathbb {S} ,} existe algún {\displaystyle W_{\bullet }\in \mathbb {S} } tal que {\displaystyle W_{\bullet }\subseteq U_{\bullet }} y {\displaystyle W_{\bullet }\subseteq V_{\bullet }} (dicho de otra manera, si y solo si {\displaystyle \mathbb {S} } es un prefiltro con respecto a la contención {\displaystyle \,\subseteq \,} definida anteriormente).
Notación: Sea {\textstyle \operatorname {Knots} \mathbb {S} :=\bigcup _{U_{\bullet }\in \mathbb {S} }\operatorname {Knots} U_{\bullet }} el conjunto de todos los nudos de todas las cadenas en {\displaystyle \mathbb {S} .}
Definir topologías vectoriales utilizando colecciones de cadenas es particularmente útil para definir clases de EVTs que no son necesariamente localmente convexos.
| Teorema (Topología inducida por cadenas) Si {\displaystyle (X,\tau )} es un espacio vectorial topológico, entonces existe un conjunto {\displaystyle \mathbb {S} } de cadenas vecinas en {\displaystyle X} que está dirigido hacia abajo y tal que el conjunto de todos los nudos de todas las cadenas en {\displaystyle \mathbb {S} } es una base de entornos en el origen de {\displaystyle (X,\tau ).} Se dice que tal colección de cadenas es {\displaystyle \tau } fundamental. Por el contrario, si {\displaystyle X} es un espacio vectorial y si {\displaystyle \mathbb {S} } es una colección de cadenas en {\displaystyle X} que se dirige hacia abajo, entonces el conjunto {\displaystyle \operatorname {Knots} \mathbb {S} } de todos los nudos de todas las cadenas en {\displaystyle \mathbb {S} } forma una base de entornos en el origen para una topología vectorial en {\displaystyle X.} Esta topología se denota por {\displaystyle \tau _{\mathbb {S} }} y se denomina topología generada por {\displaystyle \mathbb {S} .} |

Si {\displaystyle \mathbb {S} } es el conjunto de todas las cadenas topológicas en un EVT {\displaystyle (X,\tau )}, entonces {\displaystyle \tau _{\mathbb {S} }=\tau .} Un EVT de Hausdorff es metrizable si y solo si su topología puede ser inducida por una única cadena topológica.

## Estructura topológica
Un espacio vectorial es un grupo abeliano con respecto a la operación suma, y en un espacio vectorial topológico la operación inversa siempre es continua (ya que es lo mismo que la multiplicación por {\displaystyle -1}). Por lo tanto, todo espacio vectorial topológico es un grupo topológico abeliano. Cada EVT es un espacio de Tíjonov, pero no es necesario que un EVT sea normal.
Sea {\displaystyle X} un espacio vectorial topológico. Dado un subespacio {\displaystyle M\subseteq X,} el espacio cociente {\displaystyle X/M} con la topología cociente habitual es un espacio vectorial topológico de Hausdorff si y solo si {\displaystyle M} es cerrado. Esto permite la siguiente construcción: dado un espacio vectorial topológico {\displaystyle X} (que puede no ser de Hausdorff), formar el espacio cociente {\displaystyle X/M} donde {\displaystyle M} es el cierre de {\displaystyle \{0\}.} {\displaystyle X/M} es entonces un espacio vectorial topológico de Hausdorff que puede estudiarse en lugar de {\displaystyle X.}

### Invariancia de topologías vectoriales
Una de las propiedades más utilizadas de las topologías vectoriales es que son invariantes a las traslaciones:
Para todos los {\displaystyle x_{0}\in X,} la aplicación {\displaystyle X\to X} definida por {\displaystyle x\mapsto x_{0}+x} es un homeomorfismo, pero si {\displaystyle x_{0}\neq 0}, entonces no es lineal y, por lo tanto, no es un isomorfismo en un EVT.
La multiplicación escalar por un escalar distinto de cero es un isomorfismo en un EVT. Esto significa que si {\displaystyle s\neq 0}, entonces la aplicación lineal {\displaystyle X\to X} definida por {\displaystyle x\mapsto sx} es un homeomorfismo. El uso de {\displaystyle s=-1} produce la aplicación negativa {\displaystyle X\to X} definida por {\displaystyle x\mapsto -x,} que, en consecuencia, es un homeomorfismo lineal y, por lo tanto, un isomorfismo en un EVT.
Si {\displaystyle x\in X} y cualquier subconjunto {\displaystyle S\subseteq X,} entonces {\displaystyle \operatorname {cl} _{X}(x+S)=x+\operatorname {cl} _{X}S}, y además, si {\displaystyle 0\in S}, entonces {\displaystyle x+S} es un entorno (respectivamente, entorno abierto, entorno cerrado) de {\displaystyle x} en {\displaystyle X} si y solo si lo mismo ocurre con {\displaystyle S} en el origen.

### Nociones locales
Se dice que un subconjunto {\displaystyle E} de un espacio vectorial {\displaystyle X} es:
- Absorbente (en {\displaystyle X}): si para cada {\displaystyle x\in X,} existe un {\displaystyle r>0} real tal que {\displaystyle cx\in E} para cualquier {\displaystyle c} escalar que satisfaga {\displaystyle |c|\leq r.}[12]
- Equilibrado o en un círculo: si {\displaystyle tE\subseteq E} para cada escalar {\displaystyle |t|\leq 1.}[12]
- Convexo: si {\displaystyle tE+(1-t)E\subseteq E} para cada {\displaystyle 0\leq t\leq 1.}[12] real
- Un disco o absolutamente convexo: si {\displaystyle E} es convexo y equilibrado.
- Simétrico: si {\displaystyle -E\subseteq E,} o equivalente, si {\displaystyle -E=E.}

Cada entorno del origen es un conjunto absorbente y contiene un entorno [Conjunto equilibrado|equilibrado]] abierto de {\displaystyle 0}, por lo que cada espacio vectorial topológico tiene una base local de absorción y es un conjunto equilibrado. El origen incluso tiene una base de entornos que consta de entornos de {\displaystyle 0} equilibrados y cerrados. Si el espacio es localmente convexo, entonces también tiene una base de entornos que consta de entornos del origen equilibrados, convexos y cerrados.
Subconjuntos acotados
Un subconjunto {\displaystyle E} de un espacio vectorial topológico {\displaystyle X} es acotado si para cada entorno {\displaystyle V} del origen existe un {\displaystyle t} tal que {\displaystyle E\subseteq tV}. La definición del acotamiento puede debilitarse un poco, y así, {\displaystyle E} está acotado si y solo si cada subconjunto numerable del mismo está acotado. Un conjunto es acotado si y solo si cada una de sus subsecuencias es un conjunto acotado. Además, {\displaystyle E} está acotado si y solo si para cada entorno equilibrado {\displaystyle V} del origen, existe {\displaystyle t} tal que {\displaystyle E\subseteq tV.} Además, cuando {\displaystyle X} es localmente convexo, la acotación se puede caracterizar por una seminorma: el subconjunto {\displaystyle E} está acotado si y solo si toda seminorma continua {\displaystyle p} está acotada por {\displaystyle E.}
Cada conjunto totalmente acotado está acotado. Si {\displaystyle M} es un subespacio vectorial de un EVT {\displaystyle X,} entonces un subconjunto de {\displaystyle M} está acotado en {\displaystyle M} si y solo si está acotado en {\displaystyle X.}

### Metrizabilidad
| Grupo topológico Si {\displaystyle (X,\tau )} es un espacio vectorial topológico, entonces las cuatro condiciones siguientes son equivalentes: 1. El origen {\displaystyle \{0\}} está cerrado en {\displaystyle X} y hay un conjunto numerable Base de entornos en el origen en {\displaystyle X.} 2. {\displaystyle (X,\tau )} es metrizable (como espacio topológico). 3. Hay un espacio métrico en {\displaystyle X} que induce en {\displaystyle X} la topología {\displaystyle \tau ,} que es la topología dada en {\displaystyle X.} 4. {\displaystyle (X,\tau )} es un espacio vectorial topológico metrizable. Según el teorema de Birkhoff-Kakutani, se deduce que hay una métrica equivalente que es invariante a la traslación. |

Un EVT es pseudometrizable si y solo si tiene una base de entornos numerable en el origen, o equivalentemente, si y solo si su topología es generada por una seminorma F. Un EVT es metrizable si y solo si es de Hausdorff y pseudometrizable.
Más claramente: se dice que un espacio vectorial topológico posee una norma vectorial si su topología puede ser inducida por una norma. Un espacio vectorial topológico es normado si y solo si es de Hausdorff y tiene un entorno del origen acotado y convexo.
Sea {\displaystyle \mathbb {K} } un cuerpo topológico discreto y no localmente compacto, por ejemplo, los números reales o complejos. Un espacio vectorial topológico de Hausdorff sobre {\displaystyle \mathbb {K} } es localmente compacto si y solo si es de dimensión finita, es decir, isomorfo a {\displaystyle \mathbb {K} ^{n}} para algún número natural {\displaystyle n.}

### Completitud y estructura uniforme
La uniformidad canónica en un EVT {\displaystyle (X,\tau )} es el único invariante a la traslación que induce la topología {\displaystyle \tau } en {\displaystyle X} uniformemente.
Se supone que cada EVT está dotado de esta uniformidad canónica, lo que convierte a todos los EVT en espacios uniformes. Esto permite hablar sobre nociones relacionadas como completitud, convergencia uniforme, redes de Cauchy y continuidad uniforme, etc., que siempre se supone que son con respecto a esta uniformidad (a menos que se indique otra cosa). Esto implica que todo espacio vectorial topológico de Hausdorff es de Tychonoff. Un subconjunto de un EVT es compacto si y solo si es completo y totalmente acotado (para los EVT de Hausdorff, un conjunto totalmente acotado equivale a que sea precompacto). Pero si el EVT no es de Hausdorff, entonces existen subconjuntos compactos que no están cerrados. Sin embargo, el cierre de un subconjunto compacto de un EVT que no es de Hausdorff es nuevamente compacto (por lo que los subconjuntos compactos son relativamente compactos).
Con respecto a esta uniformidad, una red (o secuencia) {\displaystyle x_{\bullet }=\left(x_{i}\right)_{i\in I}} es de Cauchy si y solo si para cada entorno {\displaystyle V} de {\displaystyle 0,} existe algún índice {\displaystyle n} tal que {\displaystyle x_{i}-x_{j}\in V} siempre que {\displaystyle i\geq n} y {\displaystyle j\geq n.}
Cada secuencia de Cauchy está acotada, aunque las redes de Cauchy y los filtros de Cauchy pueden no estarlo. Un espacio vectorial topológico donde converge cada secuencia de Cauchy se llama secuencialmente completo; pero en general, puede que no esté completo (en el sentido de que todos los filtros de Cauchy convergen).
La operación suma en el espacio vectorial es uniformemente continua y una aplicación abierta. La multiplicación escalar es continua de Cauchy pero, en general, casi nunca es uniformemente continua. Debido a esto, todo espacio vectorial topológico puede completarse y, por lo tanto, es un subespacio vectorial denso de un espacio vectorial topológico completo.
- Cada EVT tiene una completación y cada EVT de Hausdorff tiene una completación de Hausdorff.[6] Cada EVT (incluso aquellos que son de Hausdorff y/o completos) tiene infinitas completaciones no isomorfas que no son de Hausdorff.
- Un subconjunto compacto de un EVT (no necesariamente de Hausdorff) es completo.[21] Un subconjunto completo de un EVT de Hausdorff es cerrado.[21]
- Si {\displaystyle C} es un subconjunto completo de un EVT, entonces cualquier subconjunto de {\displaystyle C} que esté cerrado en {\displaystyle C} está completo.[21]
- Una secuencia de Cauchy en un EVT {\displaystyle X} de Hausdorff no es necesariamente relativamente compacta (es decir, su cierre en {\displaystyle X} no es necesariamente compacto).
- Si un filtro de Cauchy en un EVT tiene un punto de acumulación {\displaystyle x,} entonces converge a {\displaystyle x.}
- Si una serie {\textstyle \sum _{i=1}^{\infty }x_{i}} converge[nota 5] en un EVT {\displaystyle X,} entonces {\displaystyle x_{\bullet }\to 0} en {\displaystyle X.}[22]

## Ejemplos

### Topología vectorial más fina y más gruesa
Sea {\displaystyle X} un espacio vectorial real o complejo.
Topología trivial
La topología trivial o topología no discreta {\displaystyle \{X,\varnothing \}} es siempre una topología de un EVT en cualquier espacio vectorial {\displaystyle X} y es la topología de un EVT más gruesa posible. Una consecuencia importante de esto es que la intersección de cualquier colección de topologías de un EVT en {\displaystyle X} siempre contiene una topología de un EVT. Cualquier espacio vectorial (incluidos aquellos que son de dimensión infinita) dotado de la topología trivial es un espacio vectorial topológico compacto (y por lo tanto, también es localmente compacto) completo pseudometrizable seminormable y localmente convexo. Es de Hausdorff si y solo si {\displaystyle \dim X=0.}
Topología vectorial más fina
Existe una topología de un EVT {\displaystyle \tau _{f}} en {\displaystyle X,} llamada topología vectorial más fina en {\displaystyle X,} que es más fina que cualquier otra topología de un EVT en {\displaystyle X} (es decir, cualquier topología de un EVT en {\displaystyle X} es necesariamente un subconjunto de {\displaystyle \tau _{f}}). Cada aplicación lineal de {\displaystyle \left(X,\tau _{f}\right)} a otro EVT es necesariamente continua. Si {\displaystyle X} tiene una base no numerable, entonces {\displaystyle \tau _{f}} no es localmente convexo y no es metrizable.

### Productos cartesianos
Un producto cartesiano de una familia de espacios vectoriales topológicos, cuando está dotado de la topología producto, es un espacio vectorial topológico. Considérese, por ejemplo, el conjunto {\displaystyle X} de todas las funciones {\displaystyle f:\mathbb {R} \to \mathbb {R} } donde {\displaystyle \mathbb {R} } posee su topología euclídea habitual. Este conjunto {\displaystyle X} es un espacio vectorial real (donde la suma y la multiplicación escalar se definen puntualmente, como es habitual) que puede identificarse con (y de hecho, a menudo se define como) el producto cartesiano {\displaystyle \mathbb {R} ^{\mathbb {R} },,} que conlleva la topología producto natural. Con esta topología producto, {\displaystyle X:=\mathbb {R} ^{\mathbb {R} }} se convierte en un espacio vectorial topológico cuya topología se llama la topología de convergencia puntual en {\displaystyle \mathbb {R} .} El motivo de este nombre es el siguiente: si {\displaystyle \left(f_{n}\right)_{n=1}^{\infty }} es una secuencia (o más generalmente, una red) de elementos en {\displaystyle X} y si {\displaystyle f\in X,} entonces {\displaystyle f_{n}} converge a {\displaystyle f} en {\displaystyle X} si y solo si para todo número real {\displaystyle x,} {\displaystyle f_{n}(x)} converge a {\displaystyle f(x)} en {\displaystyle \mathbb {R} .} Este EVT es completo, de Hausdorff y localmente convexo, pero no metrizable, y en consecuencia, no normable. De hecho, cada entorno del origen en la topología producto contiene rectas (es decir, subespacios vectoriales unidimensionales, que son subconjuntos de la forma {\displaystyle \mathbb {R} f:=\{rf:r\in \mathbb {R} \}} con {\displaystyle f\neq 0}).

### Espacios de dimensión finita
Según el teorema de F. Riesz, un espacio vectorial topológico de Hausdorff es de dimensión finita si y solo si es loalmente compacto, lo que ocurre si y solo si posee un entorno del origen compacto.
Sea {\displaystyle \mathbb {K} } que denota {\displaystyle \mathbb {R} } o {\displaystyle \mathbb {C} }, y considérese a {\displaystyle \mathbb {K} } con su habitual topología euclídea normada según Hausdorff. Sea {\displaystyle X} un espacio vectorial sobre {\displaystyle \mathbb {K} } de dimensión finita {\displaystyle n:=\dim X}, de modo que {\displaystyle X} sea un espacio vectorial isomorfo a {\displaystyle \mathbb {K} ^{n}} (explícitamente, esto significa que existe una aplicación lineal entre los espacios vectoriales {\displaystyle X} y {\displaystyle \mathbb {K} ^{n}}). Este espacio vectorial de dimensión finita {\displaystyle X} siempre tiene una topología vectorial de Hausdorff única, lo que lo hace un EVT isomorfo a {\displaystyle \mathbb {K} ^{n},} donde {\displaystyle \mathbb {K} ^{n}} está dotado de la topología euclídea habitual (que es la misma que la topología producto). Esta topología vectorial de Hausdorff es también la topología vectorial más fina (única) en {\displaystyle X,} que posee una topología vectorial única si y solo si {\displaystyle \dim X=0.} Si {\displaystyle \dim X\neq 0} entonces, aunque {\displaystyle X} no posee una topología vectorial única, sí tiene una topología vectorial de Hausdorff única.
- Si {\displaystyle \dim X=0,} entonces {\displaystyle X=\{0\}} tiene exactamente una topología vectorial: la topología trivial, que en este caso (y solo en este caso) es de Hausdorff. La topología trivial en un espacio vectorial es de Hausdorff si y solo si el espacio vectorial tiene dimensión {\displaystyle 0.}
- Si {\displaystyle \dim X=1,} entonces {\displaystyle X} tiene dos topologías vectoriales: la topología euclídea habitual y la topología trivial (no de Hausdorff).
  - Dado que el cuerpo {\displaystyle \mathbb {K} } es en sí mismo un espacio vectorial topológico {\displaystyle 1} dimensional sobre {\displaystyle \mathbb {K} }, y dado que juega un papel importante en la definición de espacios vectoriales topológicos, esta dicotomía es primordial en la definición de un conjunto absorbente y tiene consecuencias que repercuten en todo el análisis funcional.

| Demostración |
| La prueba de esta dicotomía (es decir, que una topología vectorial es trivial o isomorfa a {\displaystyle \mathbb {K} }) es sencilla, por lo que solo se proporciona un resumen con las observaciones importantes. Como es habitual, se supone que {\displaystyle \mathbb {K} } tiene la topología euclídea (normada). Sea {\displaystyle B_{r}:=\{a\in \mathbb {K} :\|a\|<r\}} para todo {\displaystyle r>0.} Sea {\displaystyle X} un espacio vectorial de dimensión {\displaystyle 1} sobre {\displaystyle \mathbb {K} .} Si {\displaystyle S\subseteq X} y {\displaystyle B\subseteq \mathbb {K} } es una bola centrada en {\displaystyle 0,} entonces {\displaystyle B\cdot S=X} siempre que {\displaystyle S} contenga una "secuencia no acotada", por lo que se entiende una secuencia de la forma {\displaystyle \left(a_{i}x\right)_{i=1}^{\infty }} donde {\displaystyle 0\neq x\in X} y {\displaystyle \left(a_{i}\right)_{i=1}^{\infty }\subseteq \mathbb {K} } no está acotada en el espacio normado {\displaystyle \mathbb {K} } (en el sentido habitual). Cualquier topología vectorial en {\displaystyle X} será invariante a la traslación e invariante bajo la multiplicación escalar distinta de cero, y para cada {\displaystyle 0\neq x\in X,} la aplicación {\displaystyle M_{x}:\mathbb {K} \to X} dada por {\displaystyle M_{x}(a):=ax} es una biyección lineal continua. Debido a que {\displaystyle X=\mathbb {K} x} para cualquier {\displaystyle x,} cada subconjunto de {\displaystyle X} se puede escribir como {\displaystyle Fx=M_{x}(F)} para algún subconjunto único {\displaystyle F\subseteq \mathbb {K} .} Y si esta topología vectorial en {\displaystyle X} tiene una entorno {\displaystyle W} del origen que no es igual a todo {\displaystyle X,} entonces la continuidad de la multiplicación escalar {\displaystyle \mathbb {K} \times X\to X} en el origen garantiza la existencia de una bola abierta {\displaystyle B_{r}\subseteq \mathbb {K} } centrada en {\displaystyle 0} y de un entorno abierto {\displaystyle S} del origen en {\displaystyle X} tal que {\displaystyle B_{r}\cdot S\subseteq W\neq X,} lo que implica que {\displaystyle S} no contiene cualquier "secuencia no acotada". Esto implica que para cada {\displaystyle 0\neq x\in X,} existe algún entero positivo {\displaystyle n} tal que {\displaystyle S\subseteq B_{n}x.} De este hecho, se puede deducir que si {\displaystyle X} no posee la topología trivial y si {\displaystyle 0\neq x\in X,} entonces para cualquier bola {\displaystyle B\subseteq \mathbb {K} } con centro en 0 en {\displaystyle \mathbb {K} ,} {\displaystyle M_{x}(B)=Bx} contiene una entorno abierta del origen en {\displaystyle X,} lo que implica que {\displaystyle M_{x}} es un homeomorfismo lineal. Quod erat demonstrandum {\displaystyle \blacksquare } |

- Si {\displaystyle \dim X=n\geq 2,} entonces {\displaystyle X} posee infinitamente muchas topologías vectoriales distintas:
  - Algunas de estas topologías se describen de la siguiente manera: cada funcional lineal {\displaystyle f} en {\displaystyle X,} que es un espacio vectorial isomorfo a {\displaystyle \mathbb {K} ^{n},} induce una seminorma {\displaystyle |f|:X\to \mathbb {R} } definida por {\displaystyle |f|(x)=|f(x)|,} donde {\displaystyle \ker f=\ker |f|.} Cada seminorma induce una topología vectorial (pseudometrizable localmente convexa) en {\displaystyle X}, y las seminormas con núcleos distintos inducen topologías distintas de modo que, en particular, las seminormas en {\displaystyle X} que son inducidas por funcionales lineales con núcleos distintos inducirán topologías vectoriales distintas en {\displaystyle X.}
  - Sin embargo, si bien hay infinitas topologías vectoriales en {\displaystyle X} cuando {\displaystyle \dim X\geq 2,} hay, sin considerar isomorfismos de un EVT, solo topologías vectoriales {\displaystyle 1+\dim X} en {\displaystyle X.} Por ejemplo, si {\displaystyle n:=\dim X=2,} entonces las topologías vectoriales en {\displaystyle X} consisten en la topología trivial, la topología euclídea de Hausdorff, y luego las infinitas topologías vectoriales no euclídeas no triviales restantes en {\displaystyle X} son todas EVT-isomorfas entre sí.

### Topologías no vectoriales
Topologías discretas y cofinitas
Si {\displaystyle X} es un espacio vectorial no trivial (es decir, de dimensión distinta de cero), entonces la topología discreta en {\displaystyle X} (que siempre es metrizable) no es una topología de un EVT, porque a pesar de hacer que la suma y la operación negativa sean continuas (lo que lo convierte en un grupo topológico respecto a la suma), no logra hacer que la multiplicación escalar sea continua. La topología cofinita en {\displaystyle X} (donde el subconjunto está abierto si y solo si su complemento es finito) tampoco es una topología de un EVT en {\displaystyle X.}

## Operadores lineales
Un operador lineal entre dos espacios vectoriales topológicos que es continuo en un punto es continuo en todo el dominio. Además, un operador lineal {\displaystyle f} es continuo si {\displaystyle f(X)} está acotada (como se define a continuación) para algún entorno del origen de {\displaystyle X}.
Un hiperplano en un espacio vectorial topológico {\displaystyle X} es denso o cerrado. Un funcional lineal {\displaystyle f} en un espacio vectorial topológico {\displaystyle X} tiene un núcleo denso o cerrado. Además, {\displaystyle f} es continuo si y solo si su núcleo es cerrado.

## Tipos
Dependiendo de la aplicación, normalmente se imponen restricciones adicionales a la estructura topológica del espacio. De hecho, varios resultados principales del análisis funcional no se cumplen en general para espacios vectoriales topológicos: el teorema de la gráfica cerrada, el teorema de la función abierta y el hecho de que el espacio dual del espacio separa puntos en el espacio.
A continuación se muestran algunos espacios vectoriales topológicos comunes, aproximadamente en orden creciente de "amabilidad".
- Los espacios F son espacios vectoriales topológicos completos con una métrica invariante a la traslación.[25] Incluyen a los espacios {\displaystyle L^{p}} para todos los {\displaystyle p>0.}
- Espacios localmente convexos: aquí, cada punto tiene una base de entornos formada por elementos convexos.[25] Mediante una técnica conocida como funcional de Minkowski, se puede demostrar que un espacio es localmente convexo si y solo si su topología puede definirse mediante una familia de seminormas.[26] La convexidad local es el requisito mínimo para argumentos "geométricos" como el teorema de Hahn–Banach. Los espacios {\displaystyle L^{p}} son localmente convexos (de hecho, son espacios de Banach) para todos los {\displaystyle p\geq 1,} pero no para {\displaystyle 0<p<1.}
- Espacios barrilados: son espacios localmente convexos donde se cumple el teorema de Banach-Steinhaus.
- Espacio bornológico: un espacio localmente convexo donde los operadores lineales continuos de cualquier espacio localmente convexo son exactamente los operadores lineales acotados.
- Espacio reflexivo: un espacio localmente convexo que satisface una variante de la condición de reflexividad, donde el espacio dual está dotado de la topología de convergencia uniforme en conjuntos totalmente acotados.
- Espacio de Montel: un espacio barrilado en el que cada conjunto acotado y cerrado es compacto.
- Espacios de Fréchet: son espacios completos localmente convexos donde la topología proviene de una métrica invariante a la traslación, o equivalentemente, de una familia numerable de seminormas. Muchos espacios interesantes de funciones entran en esta clase: {\displaystyle C^{\infty }(\mathbb {R} )} es un espacio de Fréchet según las seminormas {\textstyle \|f\|_{k,\ell }=\sup _{x\in [-k,k]}|f^{(\ell )}(x)|.} Un espacio F localmente convexo es un espacio de Fréchet.[25]
- Los espacios LF son límites de espacios de Fréchet. Los espacios ILH son límites inversos de espacios de Hilbert.
- Espacios nucleares: son espacios localmente convexos con la propiedad de que cada aplicación acotada desde el espacio nuclear hasta un espacio de Banach arbitrario es un operador nuclear.
- Espacios vectoriales normados y seminormados: espacios localmente convexos donde la topología puede ser descrita por una sola norma o seminorma. En espacios normados un operador lineal es continuo si y solo si está acotado.
- Espacios de Banach: espacios vectoriales normados completos. La mayor parte del análisis funcional está formulado para espacios de Banach. Esta clase incluye los espacios {\displaystyle L^{p}} con {\displaystyle 1\leq p\leq \infty ,} el espacio {\displaystyle BV} de funciones de variación acotada y ciertos espacios de medidas.
- Espacios reflexivos de Banach: espacios de Banach naturalmente isomorfos a su doble dual (véase más abajo), lo que garantiza que se puedan llevar a cabo algunos argumentos geométricos. Un ejemplo importante que no es reflexivo es {\displaystyle L^{1}}, cuyo dual es {\displaystyle L^{\infty },} pero que está estrictamente contenido en el dual de {\displaystyle L^{\infty }.}
- Espacios de Hilbert: poseen un espacio prehilbertiano; aunque estos espacios pueden ser de dimensión infinita, en ellos se puede llevar a cabo la mayor parte del razonamiento geométrico familiar en dimensiones finitas. Incluyen los espacios {\displaystyle L^{2}}, {\displaystyle L^{2}}, los espacios de Sóbolev, {\displaystyle W^{2,k},} y los espacios de Hardy.
- Espacios euclídeos: {\displaystyle \mathbb {R} ^{n}} o {\displaystyle \mathbb {C} ^{n}} con la topología inducida por el producto interno estándar. Como se señaló en la sección anterior, para un {\displaystyle n} finito dado solo hay un espacio vectorial topológico de dimensión {\displaystyle n}, hasta el isomorfismo. De esto se deduce que cualquier subespacio de dimensión finita de un EVT está cerrado. Una caracterización de la dimensionalidad finita es que un EVT de Hausdorff es localmente compacto si y solo si es de dimensión finita (por lo tanto, isomorfo a algún espacio euclídeo).

## Espacio dual
Cada espacio vectorial topológico tiene un espacio dual: el conjunto {\displaystyle X'} de todos los funcionales lineales continuos, es decir, de los operadores lineales continuos desde el espacio hasta el cuerpo base {\displaystyle \mathbb {K} .} Se puede definir una topología en el dual como la topología más aproximada, de modo que el emparejamiento dual evalúe si {\displaystyle X'\to \mathbb {K} } es continua en cada punto. Esto convierte el dual en un espacio vectorial topológico localmente convexo. Esta topología se denomina topología *débil. Existe la posibilidad de que esta no sea la única topología natural en el espacio dual, y por ejemplo, el dual de un espacio normado tiene una norma natural definida. Sin embargo, es muy importante en aplicaciones debido a sus propiedades de compacidad (véase el teorema de Banach-Alaoglu). Precaución: Siempre que {\displaystyle X} sea un espacio localmente convexo no normable, entonces la aplicación de emparejamiento {\displaystyle X'\times X\to \mathbb {K} } nunca es continua, sin importar qué topología del espacio vectorial se elija en {\displaystyle X'.} Un espacio vectorial topológico tiene un espacio dual continuo no trivial si y solo si posee un entorno del origen convexo y propio.

## Propiedades
Para cualquier {\displaystyle S\subseteq X} de un EVT {\displaystyle X,} la envolvente convexa (respectivamente, equilibrada, discada, cerrada convexa, cerrada equilibrada, cerrada') de {\displaystyle S} es el subconjunto más pequeño de {\displaystyle X} que tiene esta propiedad y contiene a {\displaystyle S.} El cierre (respectivamente, interior, envolvente convexa, envolvente equilibrada, envolvente en disco) de un conjunto {\displaystyle S} a veces se denota por {\displaystyle \operatorname {cl} _{X}S} (respectivamente, {\displaystyle \operatorname {Int} _{X}S,} {\displaystyle \operatorname {co} S,} {\displaystyle \operatorname {bal} S,} {\displaystyle \operatorname {cobal} S}).
La envolvente convexa {\displaystyle \operatorname {co} S} de un subconjunto {\displaystyle S} es igual al conjunto de todas las combinaciones convexas de elementos en {\displaystyle S,} que son combinaciones lineales finitas de la forma {\displaystyle t_{1}s_{1}+\cdots +t_{n}s_{n},} donde {\displaystyle n\geq 1} es un número entero, y donde {\displaystyle s_{1},\ldots ,s_{n}\in S} y {\displaystyle t_{1},\ldots ,t_{n}\in [0,1]} suman {\displaystyle 1.} La intersección de cualquier familia de conjuntos convexos es convexa y la envolvente convexa de un subconjunto es igual a la intersección de todos los conjuntos convexos que la contienen.

### Entornos y conjuntos abiertos
Propiedades de entornos y conjuntos abiertos
Cada EVT es conexo y localmente conexo y cualquier subconjunto abierto conexo de un EVT es un conjunto conexo. Si {\displaystyle S\subseteq X} y {\displaystyle U} son un subconjunto abierto de {\displaystyle X}, entonces {\displaystyle S+U} es un conjunto abierto en {\displaystyle X} y si {\displaystyle S\subseteq X} tiene un interior no vacío, entonces {\displaystyle S-S} es una entorno del origen.
Los subconjuntos convexos abiertos de un EVT {\displaystyle X} (no necesariamente de Hausdorff o localmente convexos) son exactamente aquellos que tienen la forma:
{\displaystyle z+\{x\in X:p(x)<1\}~=~\{x\in X:p(x-z)<1\}} para algún {\displaystyle z\in X}
y algún funcional sublineal positivo continuo {\displaystyle p} en {\displaystyle X.}
Si {\displaystyle K} es un disco absorbente en un EVT {\displaystyle X,} y si {\displaystyle p:=p_{K}} es el funcional de Minkowski de {\displaystyle K}, entonces
{\displaystyle \operatorname {Int} _{X}K~\subseteq ~\{x\in X:p(x)<1\}~\subseteq ~K~\subseteq ~\{x\in X:p(x)\leq 1\}~\subseteq ~\operatorname {cl} _{X}K}
es importante remarcar que se supuso que {\displaystyle K} no tiene propiedades topológicas y que {\displaystyle p} no es continua (lo que ocurre si y solo si {\displaystyle K} es una entorno del origen).
Sean {\displaystyle \tau } y {\displaystyle \nu } dos topologías vectoriales en {\displaystyle X.} Entonces, {\displaystyle \tau \subseteq \nu } si y solo si siempre que una red {\displaystyle x_{\bullet }=\left(x_{i}\right)_{i\in I}} en {\displaystyle X} converja a {\displaystyle 0} en {\displaystyle (X,\nu )} entonces {\displaystyle x_{\bullet }\to 0} en {\displaystyle (X,\tau ).}
Sea {\displaystyle {\mathcal {N}}} una base de entornos del origen en {\displaystyle X,} sea {\displaystyle S\subseteq X,} y sea {\displaystyle x\in X.} Entonces, {\displaystyle x\in \operatorname {cl} _{X}S} si y solo si existe una red {\displaystyle s_{\bullet }=\left(s_{N}\right)_{N\in {\mathcal {N}}}} en {\displaystyle S} (indexada por {\displaystyle {\mathcal {N}}}) tal que {\displaystyle s_{\bullet }\to x} en {\displaystyle X.} Esto muestra, en particular, que a menudo será suficiente considerar redes indexadas por una base de entornos del origen en lugar de redes en conjuntos dirigidos arbitrarios.
Si {\displaystyle X} es un EVT de segunda categoría en sí mismo (es decir, un espacio no exiguo), entonces cualquier subconjunto absorbente cerrado y convexo de {\displaystyle X} es un entorno del origen. Esto ya no está garantizado si el conjunto no es convexo (existe un contraejemplo incluso en {\displaystyle X=\mathbb {R} ^{2}}) o si {\displaystyle X} no es de segunda categoría en sí mismo.
Interior
Si {\displaystyle R,S\subseteq X} y {\displaystyle S} tienen un interior no vacío, entonces
{\displaystyle \operatorname {Int} _{X}S~=~\operatorname {Int} _{X}\left(\operatorname {cl} _{X}S\right)~{\text{ y }}~\operatorname {cl} _{X}S~=~\operatorname {cl} _{X}\left(\operatorname {Int} _{X}S\right)}
y además
{\displaystyle \operatorname {Int} _{X}(R)+\operatorname {Int} _{X}(S)~\subseteq ~R+\operatorname {Int} _{X}S\subseteq \operatorname {Int} _{X}(R+S).}
El interior de un disco no está vacío si y solo si este interior contiene el origen.
De manera más general, si {\displaystyle S} es un conjunto equilibrado con su interior {\displaystyle \operatorname {Int} _{X}S\neq \varnothing } no vacío en un EVT {\displaystyle X}, entonces {\displaystyle \{0\}\cup \operatorname {Int} _{X}S} necesariamente estará equilibrado. En consecuencia, {\displaystyle \operatorname {Int} _{X}S}) estará equilibrado si y solo si contiene el origen. Para que esto (es decir, {\displaystyle 0\in \operatorname {Int} _{X}S}) sea cierto, basta con que {\displaystyle S} también sea convexo (además de estar equilibrado y tener un interior no vacío).
La conclusión {\displaystyle 0\in \operatorname {Int} _{X}S} podría ser falsa si {\displaystyle S} no es también convexo. Por ejemplo, en {\displaystyle X:=\mathbb {R} ^{2},} el interior del conjunto cerrado y equilibrado {\displaystyle S:=\{(x,y):xy\geq 0\}} es {\displaystyle \{(x,y):xy>0\}.}
Si {\displaystyle C} es convexo y {\displaystyle 0<t\leq 1,} entonces {\displaystyle t\operatorname {Int} C+(1-t)\operatorname {cl} C~\subseteq ~\operatorname {Int} C.}
Explícitamente, esto significa que si {\displaystyle C} es un subconjunto convexo de un EVT {\displaystyle X} (no necesariamente de Hausdorff o localmente convexo), {\displaystyle y\in \operatorname {int} _{X}C,} y {\displaystyle x\in \operatorname {cl} _{X}C}, entonces el segmento de línea abierta que une {\displaystyle x} y {\displaystyle y} pertenece al interior de {\displaystyle C;}, es decir, {\displaystyle \{tx+(1-t)y:0<t<1\}\subseteq \operatorname {int} _{X}C.}
Si {\displaystyle N\subseteq X} es cualquier entorno equilibrada del origen en {\displaystyle X}, entonces {\textstyle \operatorname {Int} _{X}N\subseteq B_{1}N=\bigcup _{0<|a|<1}aN\subseteq N} donde {\displaystyle B_{1}} es el conjunto de todos los escalares {\displaystyle a} tales que {\displaystyle |a|<1.}
Si {\displaystyle x} pertenece al interior de un conjunto convexo {\displaystyle S\subseteq X} e {\displaystyle y\in \operatorname {cl} _{X}S,} entonces el segmento de recta semiabierto
{\displaystyle [x,y):=\{tx+(1-t)y:0<t\leq 1\}\subseteq \operatorname {Int} _{X}{\text{ si }}x\neq y} y
{\displaystyle [x,x)=\varnothing {\text{ si }}x=y.}
Si {\displaystyle N} es un entorno equilibrado de {\displaystyle 0} en {\displaystyle X} y {\displaystyle B_{1}:=\{a\in \mathbb {K} :|a|<1\},} entonces al considerar las intersecciones de la forma {\displaystyle N\cap \mathbb {R} x} (que son entornos simétricos convexos de {\displaystyle 0} en el EVT {\displaystyle \mathbb {R} x} real) se deduce que: {\displaystyle \operatorname {Int} N=[0,1)\operatorname {Int} N=(-1,1)N=B_{1}N,} y además, si {\displaystyle x\in \operatorname {Int} N{\text{ y }}r:=\sup\{r>0:[0,r)x\subseteq N\}} entonces {\displaystyle r>1{\text{ y }}[0,r)x\subseteq \operatorname {Int} N,} y si {\displaystyle r\neq \infty ,} entonces {\displaystyle rx\in \operatorname {cl} N\setminus \operatorname {Int} N.}

### Espacios no de Hausdorff y el cierre del origen
Un espacio vectorial topológico {\displaystyle X} es de Hausdorff si y solo si {\displaystyle \{0\}} es un subconjunto cerrado de {\displaystyle X,} o de manera equivalente, si y solo si {\displaystyle \{0\}=\operatorname {cl} _{X}\{0\}.} Debido a que {\displaystyle \{0\}} es un subespacio vectorial de {\displaystyle X,} lo mismo ocurre con su cierre {\displaystyle \operatorname {cl} _{X}\{0\},} al que se hace referencia como el cierre del origen en {\displaystyle X.} Este espacio vectorial satisface que
{\displaystyle \operatorname {cl} _{X}\{0\}=\bigcap _{N\in {\mathcal {N}}(0)}N}
de modo que, en particular, cada entorno del origen en {\displaystyle X} contiene el espacio vectorial {\displaystyle \operatorname {cl} _{X}\{0\}} como un subconjunto.
La topología del subespacio en {\displaystyle \operatorname {cl} _{X}\{0\}} es siempre la topología trivial, lo que en particular implica que el espacio vectorial topológico {\displaystyle \operatorname {cl} _{X}\{0\}} es un espacio compacto (incluso si su dimensión es distinta de cero o incluso infinita) y, en consecuencia, también un subconjunto acotado de {\displaystyle X.} De hecho, un subespacio vectorial de un EVT está acotado si y solo si está contenido en el cierre de {\displaystyle \{0\}.}
Cada subconjunto de {\displaystyle \operatorname {cl} _{X}\{0\}} también lleva la topología trivial y, por lo tanto, es en sí mismo un subespacio compacto y, por lo tanto, también completo (consúltese la nota al pie con la demostración). En particular, si {\displaystyle X} no es de Hausdorff, entonces existen subconjuntos que son compactos y completos pero no cerrados en {\displaystyle X}. Por ejemplo, esto será cierto para cualquier subconjunto propio no vacío de {\displaystyle \operatorname {cl} _{X}\{0\}.}
Si {\displaystyle S\subseteq X} es compacto, entonces {\displaystyle \operatorname {cl} _{X}S=S+\operatorname {cl} _{X}\{0\}} y este conjunto son compactos. Por lo tanto, el cierre de un subconjunto compacto de un EVT es compacto (dicho de otra manera, todos los conjuntos compactos son relativamente compactos), lo que no está garantizado para espacios topológicos arbitrarios que no sean de Hausdorff.
Para cada subconjunto {\displaystyle S\subseteq X,}
{\displaystyle S+\operatorname {cl} _{X}\{0\}\subseteq \operatorname {cl} _{X}S}
y en consecuencia, si {\displaystyle S\subseteq X} es abierto o cerrado en {\displaystyle X,} entonces {\displaystyle S+\operatorname {cl} _{X}\{0\}=S} (de modo que este subconjunto arbitrario abierto o cerrado {\displaystyle S} puede describirse como un "tubo" cuyo lado vertical es el espacio vectorial {\displaystyle \operatorname {cl} _{X}\{0\}}).
Para cualquier subconjunto {\displaystyle S\subseteq X} de este EVT {\displaystyle X,} las siguientes proposiciones son equivalentes:
- {\displaystyle S} es totalmente acotado.
- {\displaystyle S+\operatorname {cl} _{X}\{0\}} está totalmente acotado.[41]
- {\displaystyle \operatorname {cl} _{X}S} está totalmente acotado.[42][43]
- La imagen, si {\displaystyle S} bajo la aplicación de cociente canónico {\displaystyle X\to X/\operatorname {cl} _{X}(\{0\}),} está totalmente acotada.[41]

Si {\displaystyle M} es un subespacio vectorial de un EVT {\displaystyle X}, entonces {\displaystyle X/M} es de Hausdorff si y solo si {\displaystyle M} está cerrado en {\displaystyle X.}
Además, la clase de equivalencia {\displaystyle q:X\to X/\operatorname {cl} _{X}\{0\}} es siempre una aplicación cerrada en (necesariamente) los EVTs de Hausdorff.
Cada subespacio vectorial de {\displaystyle X} que es un complemento algebraico de {\displaystyle \operatorname {cl} _{X}\{0\}} (es decir, un subespacio vectorial {\displaystyle H} que satisface {\displaystyle \{0\}=H\cap \operatorname {cl} _{X}\{0\}} y {\displaystyle X=H+\operatorname {cl} _{X}\{0\}}) es un complemento topológico de {\displaystyle \operatorname {cl} _{X}\{0\}.}
En consecuencia, si {\displaystyle H} es un complemento algebraico de {\displaystyle \operatorname {cl} _{X}\{0\}} en {\displaystyle X}, entonces la aplicación suma {\displaystyle H\times \operatorname {cl} _{X}\{0\}\to X,} definida por {\displaystyle (h,n)\mapsto h+n} es un isomorfismo de un EVT, donde {\displaystyle H} es necesariamente de Hausdorff y {\displaystyle \operatorname {cl} _{X}\{0\}} posee la topología trivial. Además, si {\displaystyle C} es una completación de Hausdorff de {\displaystyle H}, entonces {\displaystyle C\times \operatorname {cl} _{X}\{0\}} es una completación de {\displaystyle X\cong H\times \operatorname {cl} _{X}\{0\}.}

### Conjuntos cerrados y compactos
Conjuntos compactos y totalmente acotados
Un subconjunto de un EVT es compacto si y solo si es completo y está totalmente acotado. Por lo tanto, en un espacio vectorial topológico completo, un subconjunto cerrado y totalmente acotado es compacto.
Un subconjunto {\displaystyle S} de un EVT {\displaystyle X} es totalmente acotado si y solo si {\displaystyle \operatorname {cl} _{X}S} está totalmente acotado, si y solo si su imagen bajo la aplicación de cociente canónico
{\displaystyle X\to X/\operatorname {cl} _{X}(\{0\})} está totalmente acotada.
Todo conjunto relativamente compacto está totalmente acotado y el cierre de un conjunto totalmente acotado está totalmente acotado.
La imagen de un conjunto totalmente acotado bajo una aplicación uniformemente continua (como una aplicación lineal continua, por ejemplo) está totalmente acotada.
Si {\displaystyle S} es un subconjunto de un EVT {\displaystyle X} de modo que cada secuencia en {\displaystyle S} tiene un punto de concentración en {\displaystyle S}, entonces {\displaystyle S} está totalmente acotado.
Si {\displaystyle K} es un subconjunto compacto de un EVT {\displaystyle X} y {\displaystyle U} es un subconjunto abierto de {\displaystyle X} que contiene a {\displaystyle K,} entonces existe una entorno {\displaystyle N} de 0 tal que {\displaystyle K+N\subseteq U.}
Cierre y conjunto cerrado
El cierre de cualquier subconjunto convexo (respectivamente, equilibrado o absorbente) de cualquier EVT tiene esta misma propiedad. En particular, el cierre de cualquier subconjunto convexo, equilibrado y absorbente es barrilado.
El cierre de un subespacio vectorial de un EVT es un subespacio vectorial. Todo subespacio vectorial de dimensión finita de un EVT de Hausdorff está cerrado.
La suma de un subespacio vectorial cerrado y de un subespacio vectorial de dimensión finita es cerrada.
Si {\displaystyle M} es un subespacio vectorial de {\displaystyle X} y {\displaystyle N} es un entorno cerrado del origen en {\displaystyle X} tal que {\displaystyle U\cap N} está cerrado en {\displaystyle X}, entonces {\displaystyle M} está cerrado en {\displaystyle X.}
La suma de un conjunto compacto y un conjunto cerrado es cerrada. Sin embargo, es posible que la suma de dos subconjuntos cerrados no se cierre (consúltese esta nota a pie de página para ver ejemplos).
Si {\displaystyle S\subseteq X} y {\displaystyle a} es un escalar, entonces
{\displaystyle a\operatorname {cl} _{X}S\subseteq \operatorname {cl} _{X}(aS),}
donde si {\displaystyle X} es de Hausdorff, {\displaystyle a\neq 0,{\text{ o }}S=\varnothing } entonces se cumple la igualdad: {\displaystyle \operatorname {cl} _{X}(aS)=a\operatorname {cl} _{X}S.} En particular, todo múltiplo escalar distinto de cero de un conjunto cerrado es cerrado.
Si {\displaystyle S\subseteq X} y {\displaystyle A} son un conjunto de escalares tales que ninguno de los {\displaystyle \operatorname {cl} S{\text{ no }}\operatorname {cl} A} contiene cero, entonces {\displaystyle \left(\operatorname {cl} A\right)\left(\operatorname {cl} _{X}S\right)=\operatorname {cl} _{X}(AS).}
Si {\displaystyle S\subseteq X{\text{ y }}S+S\subseteq 2\operatorname {cl} _{X}S,} entonces {\displaystyle \operatorname {cl} _{X}S} es convexo.
Si {\displaystyle R,S\subseteq X,} entonces
{\displaystyle \operatorname {cl} _{X}(R)+\operatorname {cl} _{X}(S)~\subseteq ~\operatorname {cl} _{X}(R+S)~{\text{ y }}~\operatorname {cl} _{X}\left[\operatorname {cl} _{X}(R)+\operatorname {cl} _{X}(S)\right]~=~\operatorname {cl} _{X}(R+S)}
y en consecuencia, si {\displaystyle R+S} está cerrado, entonces {\displaystyle \operatorname {cl} _{X}(R)+\operatorname {cl} _{X}(S).} también lo está
Si {\displaystyle X} es un EVT real y {\displaystyle S\subseteq X,} entonces
{\displaystyle \bigcap _{r>1}rS\subseteq \operatorname {cl} _{X}S},
donde el lado izquierdo de la ecuación es independiente de la topología en {\displaystyle X.} Además, si {\displaystyle S} es una entorno convexo del origen, entonces se cumple la igualdad.
Para cualquier subconjunto {\displaystyle S\subseteq X,}
{\displaystyle \operatorname {cl} _{X}S~=~\bigcap _{N\in {\mathcal {N}}}(S+N)}
donde {\displaystyle {\mathcal {N}}} es cualquier base de entornos en el origen de {\displaystyle X.}
Sin embargo,
{\displaystyle \operatorname {cl} _{X}U~\supseteq ~\bigcap \{U:S\subseteq U,U{\text{ es abierto en }}X\}}
y es posible que esta contención sea propia (por ejemplo, si {\displaystyle X=\mathbb {R} } y {\displaystyle S} son los números racionales). Se deduce que {\displaystyle \operatorname {cl} _{X}U\subseteq U+U} para cada entorno {\displaystyle U} del origen en {\displaystyle X.}
Envolventes cerradas
En un espacio localmente convexo, las envolventes convexas de conjuntos acotados están acotadas. Esto no es cierto para los EVT en general.
- La envolvente convexa cerrada de un conjunto es igual al cierre de la envolvente convexa de ese conjunto; es decir, es igual a {\displaystyle \operatorname {cl} _{X}(\operatorname {co} S).}[6]
- La envolvente cerrada equilibrada de un conjunto es igual al cierre de la envolvente equilibrada de ese conjunto; es decir, igual a {\displaystyle \operatorname {cl} _{X}(\operatorname {bal} S).}[6]
- La envolvente cerrada en forma de disco de un conjunto es igual al cierre de la envolvente en disco de ese conjunto; es decir, igual a {\displaystyle \operatorname {cl} _{X}(\operatorname {cobal} S).}[51]

Si {\displaystyle R,S\subseteq X} y la envolvente convexa cerrada de uno de los conjuntos {\displaystyle S} o {\displaystyle R} es compacta, entonces
{\displaystyle \operatorname {cl} _{X}(\operatorname {co} (R+S))~=~\operatorname {cl} _{X}(\operatorname {co} R)+\operatorname {cl} _{X}(\operatorname {co} S).}
Si cada {\displaystyle R,S\subseteq X} tiene una envolvente convexa cerrada que es compacta (es decir, {\displaystyle \operatorname {cl} _{X}(\operatorname {co} R)} y {\displaystyle \operatorname {cl} _{X}(\operatorname {co} S)} son compactos), entonces
{\displaystyle \operatorname {cl} _{X}(\operatorname {co} (R\cup S))~=~\operatorname {co} \left[\operatorname {cl} _{X}(\operatorname {co} R)\cup \operatorname {cl} _{X}(\operatorname {co} S)\right].}
Envolventes y compacidad
En un EVT general, la envolvente convexa cerrada de un conjunto compacto puede no ser compacta.
La envolvente equilibrada de un conjunto compacto (respectivamente, totalmente acotado) tiene esa misma propiedad.
La envolvente convexa de una unión finita de conjuntos compactos convexos es nuevamente compacta y convexa.

### Otras propiedades
Exiguo, en ninguna parte denso, y de Baire
Un disco en un EVT no es denso en ninguna parte si y solo si su cierre es un entorno del origen.
Un subespacio vectorial de un EVT que está cerrado pero no es abierto es denso en ninguna parte.
Supóngase que {\displaystyle X} es un EVT que no posee la topología no discreta. Entonces, {\displaystyle X} es un espacio de Baire si y solo si {\displaystyle X} no tiene un subconjunto denso equilibrado absorbente en ninguna parte.
Un EVT {\displaystyle X} es un espacio de Baire si y solo si {\displaystyle X} es no exiguo, lo que ocurre si y solo si no existe un conjunto denso en ninguna parte {\displaystyle D} tal que {\textstyle X=\bigcup _{n\in \mathbb {N} }nD.}
Cada EVT localmente convexo no exiguo es un espacio barrilado.
Datos algebraicos importantes y conceptos erróneos comunes
Si {\displaystyle S\subseteq X,} entonces {\displaystyle 2S\subseteq S+S}. Si {\displaystyle S} es convexo, entonces se cumple la igualdad. Para ver un ejemplo en el que no se cumple la igualdad, considérese que {\displaystyle x} sea distinto de cero y establézcase que {\displaystyle S=\{-x,x\};}. {\displaystyle S=\{x,2x\}} también se cumple.
Un subconjunto {\displaystyle C} es convexo si y solo si {\displaystyle (s+t)C=sC+tC} para todo {\displaystyle s>0{\text{ y }}t>0,} real positivo o equivalente, si y solo si {\displaystyle tC+(1-t)C\subseteq C} para todo {\displaystyle 0\leq t\leq 1.}
El conjunto absolutamente convexo de un conjunto {\displaystyle S\subseteq X} es igual a la envolvente convexa de la envolvente equilibrada de {\displaystyle S;} es decir, es igual a {\displaystyle \operatorname {co} (\operatorname {bal} S).} Pero en general,
{\displaystyle \operatorname {bal} (\operatorname {co} S)~\subseteq ~\operatorname {cobal} S~=~\operatorname {co} (\operatorname {bal} S),}
donde la inclusión puede ser estricta, ya que la envolvente equilibrada de un conjunto convexo no necesita ser convexa (existen contraejemplos incluso en {\displaystyle \mathbb {R} ^{2}}).
Si {\displaystyle R,S\subseteq X} y {\displaystyle a} son escalares, entonces
{\displaystyle a(R+S)=aR+aS,~{\text{ y }}~\operatorname {co} (R+S)=\operatorname {co} R+\operatorname {co} S,~{\text{ y }}~\operatorname {co} (aS)=a\operatorname {co} S.}
Si {\displaystyle R,S\subseteq X} son conjuntos disjuntos no vacíos convexos y {\displaystyle x\not \in R\cup S,} entonces {\displaystyle S\cap \operatorname {co} (R\cup \{x\})=\varnothing } o {\displaystyle R\cap \operatorname {co} (S\cup \{x\})=\varnothing .}
En cualquier espacio vectorial no trivial {\displaystyle X,} existen dos subconjuntos convexos disjuntos no vacíos cuya unión es {\displaystyle X.}
Otras propiedades
Cada topología de un EVT puede ser generada por una familia de seminormas F.
Si {\displaystyle P(x)} es un predicado unario (una afirmación verdadera o falsa que depende de {\displaystyle x\in X}), entonces para cualquier {\displaystyle z\in X,} {\displaystyle z+\{x\in X:P(x)\}=\{x\in X:P(x-z)\}.}
Entonces, por ejemplo, si {\displaystyle P(x)} denota "{\displaystyle \|x\|<1}", entonces para cualquier {\displaystyle z\in X,} {\displaystyle z+\{x\in X:\|x\|<1\}=\{x\in X:\|x-z\|<1\}.} De manera similar, si {\displaystyle s\neq 0} es un escalar, entonces {\displaystyle s\{x\in X:P(x)\}=\left\{x\in X:P\left({\tfrac {1}{s}}x\right)\right\}.} Los elementos {\displaystyle x\in X} de estos conjuntos deben abarcar un espacio vectorial (es decir, sobre {\displaystyle X}) en lugar de no solo un subconjunto, o de lo contrario, estas igualdades ya no estarán garantizadas. De manera similar, {\displaystyle z} debe pertenecer a este espacio vectorial (es decir, {\displaystyle z\in X}).

### Propiedades conservadas por los operadores de conjuntos
- La envolvente equilibrada de un conjunto compacto (respectivamente, totalmente acotado, abierto) tiene esa misma propiedad.[6]
- La suma (de Minkowski) de dos conjuntos compactos (respectivamente, acotados, equilibrados y convexos) tiene la misma propiedad.[6] Pero la suma de dos conjuntos cerrados no es necesariamente cerrada.
- La envolvente convexa de un conjunto equilibrado (o abierto) está equilibrada (respectivamente, abierta). Sin embargo, la envolvente convexa de un conjunto cerrado no es necesariamente cerrada.[6] Y la envolvente convexa de un conjunto acotado no es necesariamente acotada.

En la siguiente tabla, el color de cada celda indica si una propiedad determinada de los subconjuntos de {\displaystyle X} (indicada por el nombre de la columna, "convexa", por ejemplo) se conserva bajo el operador de conjunto (indicado por el nombre de la fila, como por ejemplo "cierre"). Si en cada EVT se conserva una propiedad bajo el operador de conjunto indicado, entonces esa celda se colorea de verde; de lo contrario, se colorea de rojo.
Así, por ejemplo, dado que la unión de dos conjuntos absorbentes es nuevamente absorbente, la celda de la fila "{\displaystyle R\cup S}" y la columna "Absorbente" se colorea de verde. Pero como la intersección arbitraria de conjuntos absorbentes no tiene por qué ser absorbente, la celda de la fila "Intersecciones arbitrarias (de al menos 1 conjunto)" y la columna "Absorbente" está coloreada en rojo. Si una celda no está coloreada, entonces esa información aún no se ha completado.
| {\displaystyle R\cup S}                                 | Yes        | Yes         | No      | Yes       | No                  | No                   | Yes     | Yes          | Yes     | Yes                 | No              | No                          |           | No                           | Yes                | Yes      | No               | Yes                    |          | Yes                      |                 | Yes     | Yes       | Yes            | Yes                                           | Yes    | Yes       | Yes              | {\displaystyle R\cup S}                                 |
| {\displaystyle \cup } de cadenas de incremento no vacío | Yes        | Yes         | Yes     | Yes       | Yes                 | Yes                  | Yes     | Yes          | No      | No                  | No              | No                          | No        | No                           | No                 | No       | No               | No                     | No       | No                       |                 | No      | Yes       | Yes            | No                                            | No     |           |                  | {\displaystyle \cup } de cadenas de incremento no vacío |
| Uniones arbitrarias (de al menos 1 conjunto)            | Yes        | Yes         | No      | Yes       | No                  | No                   | Yes     | Yes          | No      | No                  | No              | No                          | No        | No                           | No                 | No       | No               | No                     | No       | No                       |                 | No      | Yes       | Yes            | No                                            | No     |           |                  | Uniones arbitrarias (de al menos 1 conjunto)            |
| {\displaystyle R\cap S}                                 | Yes        | Yes         | Yes     | Yes       | Yes                 | Yes                  | Yes     | Yes          | Yes     | Yes                 | Yes             | Yes                         | Yes       | Yes                          | Yes                | Yes      | Yes              |                        |          | Yes                      |                 | Yes     |           |                | Yes                                           | Yes    |           | Yes              | {\displaystyle R\cap S}                                 |
| {\displaystyle \cap } de cadenas de decremento no vacío | No         | Yes         | Yes     | Yes       | Yes                 | Yes                  | No      | No           | Yes     | Yes                 | Yes             | Yes                         | No        | Yes                          | Yes                |          |                  |                        |          |                          |                 | Yes     |           |                | Yes                                           |        |           | Yes              | {\displaystyle \cap } de cadenas de decremento no vacío |
| Intersecciones arbitrarias (de al menos 1 conjunto)     | No         | Yes         | Yes     | Yes       | Yes                 | No                   | Yes     | No           | Yes     | Yes                 | Yes             | Yes                         | No        | Yes                          | Yes                |          |                  |                        |          |                          |                 | Yes     |           |                | Yes                                           |        |           | Yes              | Intersecciones arbitrarias (de al menos 1 conjunto)     |
| {\displaystyle R+S}                                     | Yes        | Yes         | Yes     | Yes       | Yes                 | Yes                  | Yes     | Yes          | No      |                     | No              |                             |           |                              |                    | Yes      | Yes              |                        |          |                          |                 | Yes     |           |                |                                               |        |           |                  | {\displaystyle R+S}                                     |
| Múltiplo escalar                                        | No         | Yes         | Yes     | Yes       | Yes                 | Yes                  | No      | No           | No      | No                  | No              | No                          | No        | No                           | Yes                | Yes      | Yes              | Yes                    | Yes      | Yes                      |                 | Yes     | No        | No             | Yes                                           | Yes    | Yes       | Yes              | Múltiplo escalar                                        |
| Múltiplo escalar no nulo                                | Yes        | Yes         | Yes     | Yes       | Yes                 | Yes                  | Yes     | Yes          | Yes     | Yes                 | Yes             | Yes                         | Yes       | Yes                          | Yes                | Yes      | Yes              | Yes                    | Yes      | Yes                      | Yes             | Yes     | Yes       | Yes            | Yes                                           | Yes    | Yes       | Yes              | Múltiplo escalar no nulo                                |
| Múltiplo escalar positivo                               | Yes        | Yes         | Yes     | Yes       | Yes                 | Yes                  | Yes     | Yes          | Yes     | Yes                 | Yes             | Yes                         | Yes       | Yes                          | Yes                | Yes      | Yes              |                        | Yes      | Yes                      |                 | Yes     | Yes       | Yes            | Yes                                           | Yes    | Yes       | Yes              | Múltiplo escalar positivo                               |
| Clausura                                                | Yes        | Yes         | Yes     | Yes       | Yes                 | Yes                  | No      | Yes          | Yes     | Yes                 | Yes             | Yes                         | Yes       | Yes                          | Yes                | Yes      | Yes              | Yes                    |          |                          |                 | Yes     | Yes       | Yes            | Yes                                           |        |           |                  | Clausura                                                |
| Interior                                                | No         | No          | Yes     | Yes       |                     | No                   | Yes     | Yes          | No      | No                  | No              | No                          | No        | No                           |                    | No       | No               |                        |          |                          |                 | Yes     |           |                | Yes                                           | No     |           |                  | Interior                                                |
| Núcleo equilibrado                                      | Yes        | Yes         | Yes     | Yes       | Yes                 | Yes                  | Yes     | Yes          | Yes     | Yes                 | Yes             | Yes                         | Yes       | Yes                          | Yes                |          |                  |                        |          |                          |                 | Yes     |           |                | Yes                                           | Yes    |           |                  | Núcleo equilibrado                                      |
| Envolvente equilibrada                                  | Yes        | Yes         | No      | Yes       | Yes                 | Yes                  | Yes     | Yes          | No      | Yes                 |                 | Yes                         | Yes       | Yes                          | Yes                | Yes      | No               |                        |          |                          | Yes             | Yes     | Yes       | Yes            | No                                            | No     |           |                  | Envolvente equilibrada                                  |
| Envolvente convexa                                      | Yes        | Yes         | Yes     | Yes       | Yes                 | Yes                  | Yes     | Yes          | No      |                     | Yes             | Yes                         | Yes       | Yes                          |                    |          | Yes              |                        |          |                          | Yes             | No      | Yes       | Yes            | No                                            | No     |           |                  | Envolvente convexa                                      |
| Absolutamente convexo                                   | Yes        | Yes         | Yes     | Yes       | Yes                 | Yes                  | Yes     | Yes          | Yes     | Yes                 |                 | Yes                         | Yes       | Yes                          |                    |          |                  |                        |          |                          | Yes             | No      | Yes       | Yes            | No                                            | No     |           |                  | Absolutamente convexo                                   |
| Envolvente equilibrada cerrada                          | Yes        | Yes         | No      | Yes       | Yes                 | Yes                  | No      | Yes          | Yes     | Yes                 | Yes             | Yes                         | Yes       | Yes                          |                    |          |                  |                        |          |                          |                 | Yes     | Yes       | Yes            | No                                            | No     |           |                  | Envolvente equilibrada cerrada                          |
| Envolvente convexa cerrada                              | Yes        | Yes         | Yes     | Yes       | Yes                 | Yes                  | No      | Yes          | Yes     | Yes                 | Yes             | Yes                         | Yes       | Yes                          |                    |          |                  |                        |          |                          |                 | No      | Yes       | Yes            | No                                            | No     |           |                  | Envolvente convexa cerrada                              |
| Envolvente equilibrada convexa cerrada                  | Yes        | Yes         | Yes     | Yes       | Yes                 | Yes                  | No      | Yes          | Yes     | Yes                 | Yes             | Yes                         | Yes       | Yes                          |                    |          |                  |                        |          |                          |                 | No      | Yes       | Yes            | No                                            | No     |           |                  | Envolvente equilibrada convexa cerrada                  |
| Sistema generador                                       | Yes        | Yes         | Yes     | Yes       | Yes                 | Yes                  | Yes     | Yes          |         |                     |                 |                             | Yes       | Yes                          | No                 | No       | No               | No                     |          |                          | Yes             | No      | Yes       | Yes            | No                                            | No     |           |                  | Sistema generador                                       |
| Preimagen bajo una aplicación lineal continua           | Yes        | Yes         | Yes     | Yes       | Yes                 | Yes                  | Yes     | Yes          | Yes     | Yes                 | Yes             | Yes                         | Yes       | Yes                          | No                 | No       | No               | No                     |          |                          |                 | No      |           |                |                                               |        | No        | No               | Preimagen bajo una aplicación lineal continua           |
| Imagen bajo una aplicación lineal continua              | No         | Yes         | Yes     | Yes       | Yes                 | Yes                  | No      | No           | No      | No                  | No              | No                          | No        | No                           | Yes                | Yes      | Yes              |                        |          |                          |                 | Yes     |           |                | No                                            |        | Yes       |                  | Imagen bajo una aplicación lineal continua              |
| Imagen bajo una sobreyección lineal continua            | Yes        | Yes         | Yes     | Yes       | Yes                 | Yes                  |         |              |         |                     |                 |                             |           |                              | Yes                | Yes      | Yes              |                        |          |                          |                 | Yes     |           |                | No                                            |        | Yes       |                  | Imagen bajo una sobreyección lineal continua            |
| Subconjunto no vacío de {\displaystyle R}               | No         | No          | No      | No        | No                  | No                   | No      | No           | No      | No                  | No              | No                          | No        | No                           | Yes                | No       | No               |                        | No       | No                       |                 | Yes     | No        | No             | Yes                                           | Yes    |           | Yes              | Subconjunto no vacío de {\displaystyle R}               |
| Operación                                               | Absorbente | Equilibrado | Convexo | Simétrico | Convexo Equilibrado | Subespacio vectorial | Abierto | Entorno de 0 | Cerrado | Cerrado Equilibrado | Cerrado Convexo | Cerrado Convexo Equilibrado | Barrilado | Subespacio vectorial Cerrado | Totalmente acotado | Compacto | Compacto Convexo | Relativamente compacto | Completo | Secuencialmente completo | Disco de Banach | Acotado | Bornívoro | Infrabornívoro | Denso en ninguna parte (en {\displaystyle X}) | Exiguo | Separable | Pseudometrizable | Operación                                               |

## Temas relacionados
| ESPACIOS VECTORIALES TOPOLÓGICOS (EVTs) |

| Conceptos básicos | • Espacio de Banach • Completitud • Operador lineal continuo • Funcional lineal • Espacio de Fréchet • Aplicación lineal • Espacio localmente convexo • Metrizabilidad • Topologías de operadores • Espacio vectorial topológico • Espacio vectorial |

| Resultados principales | • Anderson-Kadec • Banach-Alaoglu • Teorema del grafo cerrado • F. Riesz • Hahn-Banach (hiperplano de separación • Hahn-Banach de vectores valorados) • Aplicación abierta (Banach-Schauder) (Inversa acotada) • Acotación uniforme (Banach-Steinhaus) |

| Aplicaciones | • Operador bilineal (forma) • Aplicación lineal (Casi abierta • Acotada • Continua • Cerrada • Compacta • Densamente definida • Discontinua) • Homomorfismo topológico • Funcional (Lineal • Bilineal • Sesquilineal) • Norma • Seminorma • Función sublineal • Trasposición |

| Tipos de conjuntos | • Absolutamente convexo/disco • Absorbente/Radial • Afín • Equilibrado/Circular • Discos de Banach • Puntos límite • Acotado • Subespacio complementado • Convexo • Cono convexo (subconjunto) • Cono lineal (subconjunto) • Punto extremo • Precompacto/Totalmente acotado • Prevalente/Cauto • Radial • Radialmente convexo/En forma de estrella • Simétrico |

| Operaciones con conjuntos | • Envolvente afín • (Relativo)Interior algebraico (núcleo) • Envolvente convexa • Sistema generador • Suma de Minkowski • Polar • (Cuasi interior relativo) |

| Tipos de EVTs | • Asplund • B-completo/Ptak • Banach • Barrilado (Numerable) • Espacio BK • (Ultra-)Bornológico • Brauner • Completo • Conveniente • (DF)-espacio • Distinguido • Espacio F • Espacio FK-AK • Espacio FK • Fréchet (Fréchet suave) • Grothendieck • Hilbert • Infrabarrilado • Espacio de interpolación • Espacio K • Espacio LB • Espacio LF • Espacio localmente convexo • Mackey • (Pseudo)metrizable • Montel • Cuasibarrilado • Cuasicompleto • Cuasinorma • (Polinómico • Semi-) Reflexivo • Riesz • Schwartz • Semicompleto • Smith • Estereotipo • (B • Estrictamente • Uniformemente) convexo • (Cuasi-) ultrabarrilado • Uniformemente suave • Reticulado • Con propiedad de aproximación |

## Demostraciones
1. ↑  Esta condición se cumple si {\displaystyle \mathbb {S} } denota el conjunto de todas las cadenas topológicas en {\displaystyle (X,\tau ).}
2. ↑  Esto se debe a que todo conjunto equilibrado no vacío debe contener el origen y a que {\displaystyle 0\in \operatorname {Int} _{X}S} si y solo si {\displaystyle \operatorname {Int} _{X}S=\{0\}\cup \operatorname {Int} _{X}S.}
3. ↑  Se fija {\displaystyle 0<r<1} para demostrar que {\displaystyle w_{0}~{\stackrel {\scriptscriptstyle {\text{ def }}}{=}}~rx+(1-r)y} pertenece a {\displaystyle \operatorname {int} _{X}C.} Al reemplazar {\displaystyle C,x,y} con {\displaystyle C-w_{0},x-w_{0},y-w_{0}} si es necesario, se puede suponer sin pérdida de generalidad que {\displaystyle rx+(1-r)y=0,} y por lo tanto, queda por demostrar que {\displaystyle C} es un entorno del origen. Sea {\displaystyle s~{\stackrel {\scriptscriptstyle {\text{ def }}}{=}}~{\tfrac {r}{r-1}}<0} de modo que {\displaystyle y={\tfrac {r}{r-1}}x=sx.} Dado que la multiplicación escalar por {\displaystyle s\neq 0} es un homeomorfismo lineal {\displaystyle X\to X,} {\displaystyle \operatorname {cl} _{X}\left({\tfrac {1}{s}}C\right)={\tfrac {1}{s}}\operatorname {cl} _{X}C.} En consecuencia, dado que {\displaystyle x\in \operatorname {int} C} y {\displaystyle y\in \operatorname {cl} C,} se deduce que {\displaystyle x={\tfrac {1}{s}}y\in \operatorname {cl} \left({\tfrac {1}{s}}C\right)\cap \operatorname {int} C} donde debido a que {\displaystyle \operatorname {int} C} es abierto, existe algún {\displaystyle c_{0}\in \left({\tfrac {1}{s}}C\right)\cap \operatorname {int} C,} que satisface {\displaystyle sc_{0}\in C.} Defínase ahora {\displaystyle h:X\to X} por {\displaystyle x\mapsto rx+(1-r)sc_{0}=rx-rc_{0},} que es un homeomorfismo porque {\displaystyle 0<r<1.} El conjunto {\displaystyle h\left(\operatorname {int} C\right)} es por tanto un subconjunto abierto de {\displaystyle X} que además contiene {\textstyle h(c_{0})=rc_{0}-rc_{0}=0.} Si {\displaystyle c\in \operatorname {int} C,} entonces {\textstyle h(c)=rc+(1-r)sc_{0}\in C,} ya que {\displaystyle C} es convexo, {\displaystyle 0<r<1,} y {\displaystyle sc_{0},c\in C,} lo que demuestra que {\displaystyle h\left(\operatorname {int} C\right)\subseteq C.} Por lo tanto, {\displaystyle h\left(\operatorname {int} C\right)} es un subconjunto abierto de {\displaystyle X} que contiene el origen y está contenido en {\displaystyle C.} Q.E.D.
4. ↑  Dado que {\displaystyle \operatorname {cl} _{X}\{0\}} tiene una topología trivial, también la tiene cada uno de sus subconjuntos, lo que los hace todos compactos. Se sabe que un subconjunto de cualquier espacio uniforme es compacto si y solo si es completo y totalmente acotado.
5. ↑  Si {\displaystyle s\in S,} entonces {\displaystyle s+\operatorname {cl} _{X}\{0\}=\operatorname {cl} _{X}(s+\{0\})=\operatorname {cl} _{X}\{s\}\subseteq \operatorname {cl} _{X}S.} Dado que {\displaystyle S\subseteq S+\operatorname {cl} _{X}\{0\}\subseteq \operatorname {cl} _{X}S,} si {\displaystyle S} está cerrado, entonces se cumple la igualdad. Utilizando el hecho de que {\displaystyle \operatorname {cl} _{X}\{0\}} es un espacio vectorial, se verifica fácilmente que el complemento en {\displaystyle X} de cualquier conjunto {\displaystyle S} que satisfaga la igualdad {\displaystyle S+\operatorname {cl} _{X}\{0\}=S} también debe satisfacer esta igualdad (cuando {\displaystyle X\setminus S} se sustituye por {\displaystyle S}).
6. ↑  Partiendo de:
{\displaystyle z+\{x\in X:P(x)\}=\{z+x:x\in X,P(x)\}=\{z+x:x\in X,P((z+x)-z)\}} y así, usando {\displaystyle y=z+x} y el hecho de que {\displaystyle z+X=X,} esto es igual a
{\displaystyle \{y:y-z\in X,P(y-z)\}=\{y:y\in X,P(y-z)\}=\{y\in X:P(y-z)\}.}
Quod erat demonstrandum {\displaystyle \blacksquare }